# ماریتای بدجنس (فیلم)
ماریتای بدذات (انگلیسی: Naughty Marietta) فیلمی در ژانر موزیکال به کارگردانی رابرت زی. لنرد و دبلیو. اس. ون دایک است که در سال ۱۹۳۵ منتشر شد.
این فیلم برنده جایزه اسکار بهترین صداگذاری در سال ۱۹۳۵ شده‌است.

## بازیگران
- السا لنچستر
- جانت مک‌دانلد
- نلسون ادی
- فرانک مورگان
- آکیم تامیروف
- مینتا دارفی
- ویلفرد لوکاس
- جیمز سی. مورتون
- رابرت مکنزی
- فرانک هاگنی
- کرافورد کنت
- ویلیام بورِس